# Christine Downing
Christine Downing (geboren als Christine Rosenblatt 21. März 1931 in Leipzig) ist eine US-amerikanische feministische Religionsphilosophin.

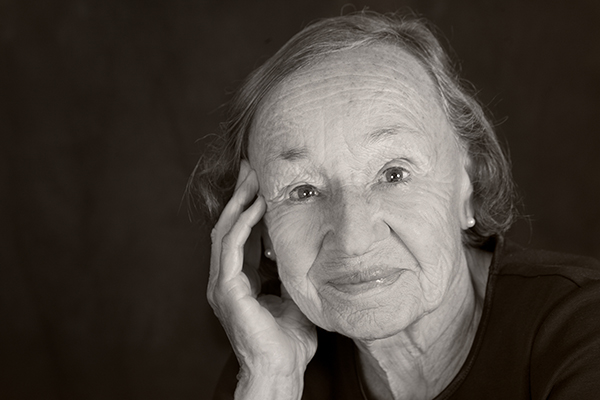
Christine Downing (2008)

## Leben
Christine Rosenblatt ist eines von drei Kindern der Pharmazeutin Herta Fischer Rosenblatt, die in den USA Mitgründerin der Haiku Society of America war, und des Chemikers und Managers Edgar Fritz Rosenblatt. Nach der Machtübergabe an die Nationalsozialisten 1933 musste die Familie emigrieren und kam 1934 in die USA, wo ihr Vater schnell wieder eine Beschäftigung fand und bis in den Vorstand des Industrieunternehmens Engelhard in Newark aufstieg.
Sie heiratete während des Studiums 1951 den Chemiker George V. Downing (1923–2011), sie haben fünf Kinder, die Ehe wurde 1978 geschieden. Seit 1984 ist sie mit der Schriftstellerin River Mary Malcolm verheiratet. Downing studierte Literatur am Swarthmore College und wurde 1966 an der Drew University mit einer Dissertation über den deutschen Religionsphilosophen Martin Buber promoviert.
Von 1963 an lehrte sie im Fachbereich Theologie an der Rutgers University. 1974 wechselte sie an die San Diego State University und arbeitete dort 18 Jahre, für zehn Jahre war sie Institutsleiterin. Sie forscht und lehrt zur griechischen und römischen Mythologie und zur jüdischen Geschichte und zur feministischen Sicht darauf. Downing war im Jahr 1974 als erste Frau Präsidentin der Wissenschaftlervereinigung American Academy of Religion. Ihre Jahresrede hatte den Titel Sigmund Freud and the Mythological Tradition. Sie blieb auch nach der Emeritierung mit der San Diego State University verbunden. Downing machte außerdem einen Master in Familientherapie an der United States International University (USIU).

## Schriften (Auswahl)
- The theological imagination : a study of Martin Buber. Drew Univ., Diss., 1966
- Gordon Clanton; Christine Downing:  Face to face to face : an experiment in intimacy. New York : Dutton, 1975
- Religious life and feminine experience. Philadelphia : Friends General Conference, 1978
- The Goddess: Mythological Images of the Feminine. New York: Crossroad, 1981
- What use are poets in a time of need? Knoxville, Tenn. : Soundings, An Interdisciplinary journal, 1986
- Journey through menopause : a personal rite of passage. New York: Crossroad, 1987
- Psyche's sisters : reimagining the meaning of sisterhood. New York : Continuum, 1988
- Myths and mysteries of same-sex love. New York : Continuum, 1989
- Mirrors of the Self: Archetypal Images That Shape Your Life. Tarcher, 1991
- Women's mysteries : toward a poetics of gender. New York : Crossroad, 1992
- Gods in our midst: Mythological images of the masculine: A woman’s view. New York : Crossroad, 1993
- The Long journey home : re-visioning the myth of Demeter and Persephone for our time. Boston : Shambhala, 1994
- The luxury of afterwards : the Christine Downing Lectures at San Diego State University. New York : iUniverse, 2004
- Preludes : essays on the ludic imagination, 1961–1981. Lincoln, NE : iUniverse, 2005
- Gleanings : essays 1982–2006. Lincoln, NE : iUniverse, 2006
- Mythopoetic musings, 2007–2018. Echo Editions, 2018
- Maureen Murdock: The heroine's journey: woman's quest for wholeness. Vorwort von Christine Downing zur 30-jährigen Jubiläumsausgabe. Boston: Shambhala Publications Inc, 2020